# 24 ur Le Mansa 1926
24 ur Le Mansa 1926 je bila četrta vzdržljivostna dirka 24 ur Le Mansa. Potekala je 12. in 13. junija 1926.

## Rezultati

### Uvrščeni
| Poz | Razred | Št | Moštvo                                 | Dirkači                            | Šasija                 | Motor                     | Krogi |
| --- | ------ | -- | -------------------------------------- | ---------------------------------- | ---------------------- | ------------------------- | ----- |
| 1   | 5.0    | 6  | Brez imena                             | Robert Bloch André Rossignol       | Lorraine-Dietrich B3-6 | Lorraine-Dietrich 3.4L I6 | 147   |
| 2   | 5.0    | 5  | Brez imena                             | Gérard de Courcelles Marcel Mongin | Lorraine-Dietrich B3-6 | Lorraine-Dietrich 3.4L I6 | 146   |
| 3   | 5.0    | 4  | Brez imena                             | "Stalter" Édouard Brisson          | Lorraine-Dietrich B3-6 | Lorraine-Dietrich 3.4L I6 | 139   |
| 4   | 2.0    | 17 | Officine Meccaniche (O.M.)             | Ferdinando Minoia Giulio Foresti   | O.M. Tipo 665 Superba  | O.M. 2.0L I6              | 134   |
| 5   | 2.0    | 18 | Officine Meccaniche (O.M.)             | Mario Danieli Tino Danieli         | O.M. Tipo 665 Superba  | O.M. 2.0L I6              | 131   |
| 6   | 2.0    | 27 | Brez imena                             | Pierre Tabourin Auguste Lefranc    | Theo Schneider 25SP    | Theo Schneider 2.0L I4    | 118   |
| 7   | 2.0    | 21 | Brez imena                             | Aimé Nezeloff Jean Lasalle         | Rolland-Pilain C23     | Rolland-Pilain 2.0L I4    | 117   |
| 8   | 1.5    | 37 | Etablissements Henri Precioux (E.H.P.) | Henri de Costier Pierre Bussienne  | E.H.P. DS              | C.I.M.E. 1.2L I4          | 111   |
| 9   | 1.1    | 46 | Brez imena                             | Georges Casse André Rousseau       | Salmson GS             | Salmson 1.1L I4           | 110   |
| 10  | 1.5    | 33 | Brez imena                             | Jean Errecaldé André Galoisy       | Corre La Licorne W16   | Corre 1.4L I4             | 109   |
| 11  | 1.1    | 42 | Brez imena                             | André Marandet Gonzaque Lécureul   | S.A.R.A. BDE           | S.A.R.A. 1.1L I4          | 108   |
| 12  | 1.1    | 43 | Brez imena                             | Gaston Duval Henri Armand          | S.A.R.A. BDE           | S.A.R.A. 1.1L I4          | 104   |
| 13  | 1.1    | 49 | Brez imena                             | Fernand Gabriel Louis Paris        | Ariés 5-9 Sup CV       | Ariés 1.0L I4             | 101   |

### Neuvrščeni
| Poz | Razred | Št | Moštvo              | Dirkači                     | Šasija             | Motor                  | Krogi |
| --- | ------ | -- | ------------------- | --------------------------- | ------------------ | ---------------------- | ----- |
| 14  | 3.0    | 15 | Willys-Overland Co. | "Deprez" Maurice Dumont     | Overland 93 Six    | Overland 2.8L I6       | 117   |
| 15  | 2.0    | 20 | Brez imena          | Gaston Delalande Louis Sire | Rolland-Pilain C23 | Rolland-Pilain 2.0L I4 | ?     |
| 16  | 1.5    | 35 | Brez imena          | "Van Cuyck" Roger Camuzet   | Ravel 9CV          | Ravel 1.5L I4          | ?     |
| 17  | 1.5    | 30 | Brez imena          | Léon Molon Lucien Molon     | Jousset M1         | Jousset 1.5L I4        | ?     |

### Odstopi
| Poz | Razred | Št | Moštvo                                 | Dirkači                                  | Šasija                      | Motor                  | Krogi |
| --- | ------ | -- | -------------------------------------- | ---------------------------------------- | --------------------------- | ---------------------- | ----- |
| 18  | 3.0    | 7  | Bentley Motors Ltd.                    | Dr. Dudley Benjafield Sammy Davis        | Bentley 3 Litre Speed Model | Bentley 3.0L I4        | 138   |
| 19  | 2.0    | 25 | Brez imena                             | Robert Gautier Pierre Clause             | Bignan                      | Bignan 2.0L I4         | 113   |
| 20  | 3.0    | 9  | Bentley Motors Ltd.                    | Tommy Thistlewayte Capt. R. Clive Gallop | Bentley 3 Litre Super Sport | Bentley 3.0L I4        | 105   |
| 21  | 2.0    | 19 | Officine Meccaniche (O.M.)             | Renato Balestrero Frédéric Thelluson     | O.M. Tipo 665 Superba       | O.M. 2.0L I6           | 94    |
| 22  | 5.0    | 2  | Brez imena                             | André Boillot Louis Rigal                | Peugeot 174S                | Peugeot 3.8L I6        | 82    |
| 23  | 5.0    | 3  | Brez imena                             | Louis Wagner Christian Dauvergne         | Peugeot 174S                | Peugeot 3.8L I6        | 76    |
| 24  | 3.0    | 8  | Bentley Motors Ltd.                    | George Duller Frank Clement              | Bentley 3 Litre Speed Model | Bentley 3.0L I4        | 72    |
| 25  | 3.0    | 10 | Brez imena                             | Robert Laly Jean Chassagne               | Ariés Surbaissée 3-Litre    | Ariés 3.0L I4          | 65    |
| 26  | 1.5    | 29 | Brez imena                             | René Bonneau Raymond Saladin             | Jousset M1                  | Jousset 1.5L I4        | 64    |
| 27  | 1.5    | 38 | Etablissements Henri Precioux (E.H.P.) | "Morac" Marcel Ballot                    | E.H.P. DS                   | C.I.M.A. 1.2L I4       | 62    |
| 28  | 2.0    | 26 | Brez imena                             | Robert Poirier Antonin Fontaine          | Theo Schneider 25SP         | Theo Schneider 2.0L I4 | 61    |
| 29  | 1.5    | 39 | Brez imena                             | Lionel de Marmier Jean Sachot            | Salmson DZ                  | Salmson 1.2L I4        | 54    |
| 30  | 2.0    | 22 | Brez imena                             | "Stremler" Paul Chalamel                 | Rolland-Pilain C23          | Rolland-Pilain 2.0L I4 | 53    |
| 31  | 1.5    | 36 | Brez imena                             | Georges Kling Pierre Rey                 | Ravel 9CV                   | Ravel 1.5L I4          | 46    |
| 32  | 1.5    | 34 | Brez imena                             | Louis Abit C. Duverger                   | Ravel 9CV                   | Ravel 1.5L I4          | 45    |
| 33  | 1.1    | 47 | Brez imena                             | André de Victor J. Hasley                | Salmson GS                  | Salmson 1.1L I4        | 35    |
| 34  | 1.5    | 28 | Etablissements Henri Precioux (E.H.P.) | Guy Bouriat Guy Dollfuss                 | E.H.P.                      | C.I.M.A. 1.5L I4       | 34    |
| 35  | 1.1    | 48 | Brez imena                             | Roger Delano Edmond Closset              | Ariés                       | Ariés 1.0L I4          | 31    |
| 36  | 1.5    | 31 | Brez imena                             | W. Lestienne Louis Balart                | Corre La Licorne G6         | Corre 1.5L I4          | 31    |
| 37  | 3.0    | 11 | Brez imena                             | Charles Flohot Arthur Duray              | Ariés 5-8 CV 3-Litre        | Ariés 3.0L I4          | 31    |
| 38  | 1.5    | 32 | Brez imena                             | Albert Colomb Fernand Vallon             | Corre La Licorne G6         | Corre 1.5L I4          | 11    |
| 39  | 5.0    | 1  | Willys-Overland                        | Paul Gros Paul Leduc                     | Willys 66                   | Knight 3.9L V8         | 8     |
| 40  | 2.0    | 24 | Brez imena                             | Léon Derny Amedée Rossi                  | Georges Irat 4A/3           | Georges Irat 2.0L I4   | 7     |
| 41  | 2.0    | 23 | Brez imena                             | Maurice Rost Emil Burie                  | Georges Irat 4A/3           | Georges Irat 2.0L I4   | 6     |

### Statistika
- Najhitrejši krog - #5 Gérard de Courcelles/Marcel Mongin - 9:03
- Razdalja - 2552.414km
- Povprečna hitrost - 106.35km/h

### Dobitniki nagrad
- 2nd Biennial Trophy - #17 Officine Meccaniche
- Index of Performance - #17 Officine Meccaniche